# 玫瑰聖母堂 (峨眉山市)
玫瑰聖母堂，俗稱拆樓聖堂，是位於四川省樂山市峨眉山市拆樓村的天主教堂，文物遺址年代判定為清代。2007年6月1日公佈為四川省第七批文物保護單位。

## 外部連結
- .   [2024-07-17]. （原始内容存档于2024-07-17）.
- YouTube上的Ad Vitam : La Grande Aventure des Missions Étrangères de Paris en Asie —— 20:20–22:50玫瑰聖母堂實景拍攝介紹 （法文）